# Jules Didot
Jules Didot (1794-1871) (* Paris, 5 de Agosto de 1794 † Paris, 18 de Maio de 1871) foi impressor real francês e fundidor de caracteres tipográficos. Era filho de Pierre Didot, o Jovem (1761-1853).

## Publicações
- Oeuvres de J. F. Regnard - 4 vols.
- Recueil de machines composées et exécutées par Antide Janvier horloger ordinaire du Roi, de l'académie royale des sciences, belles-lettres et arts de Rouen, de celle de Besançon, etc
- Un ange au sixième étage, comédia em um ato, 1838
- Dialogues des morts, composés pour l'éducation d'un prince, par Fénelon,..., 1838
- Spécimen de la nouvelle fonderie de Jules Didot l'aîné, boulevard d'Enfer, n°4, à Paris
- Fabularum aesopiarum libri quinque

## Família Didot
- François Didot (1689-1757)
- François-Ambroise Didot (1730-1804)
- Pierre-François Didot, o Velho (1731-1795)
- Pierre Didot, o Jovem (1761-1853)
- Firmin Didot (1764-1836)
- Henri Didot (1765-1852
- Saint-Léger Didot (1767-1829)
- Pierre-Nicolas-Firmin Didot (1769-1836)
- Ambroise-Firmin Didot (1790-1876)
- Hyacinthe-Firmin Didot (1794-1880)
- Edouard Didot (1797-1825)
- Alfred Firmin-Didot[2] (1828-1913)